# الغد (رواية)
الغد (بالإنجليزية: Tomorrow)‏ هي رواية للكاتب الإنجليزي غراهام سويفت، نشرت عام 2007، عن دار نشر بيكادور.

## روابط خارجية
- الغد على موقع الموسوعة البريطانية (الإنجليزية)